# Aquiles Serdán (Campeche)
Aquiles Serdán es una localidad del estado mexicano de Campeche. Es parte del municipio de Champotón.

## Toponimia
El nombre de la localidad rinde homenaje a Aquiles Serdán, héroe de la Revolución mexicana.

## Demografía
| Gráfica de evolución demográfica |
|                                  |

| Censo | Población |
| ----- | --------- |
| 1960  | 178       |
| 1970  | 458       |
| 1980  | 615       |
| 1990  | 653       |
| 2000  | 776       |
| 2010  | 896       |
| 2020  | 1 016     |